# Muzzy İzzet
Mustafa Kemal İzzet dit Muzzy İzzet (né le 31 octobre 1974 à Mile End) est un footballeur anglais et turc des années 1990 et 2000.

## Biographie
En tant que milieu de terrain, Muzzy İzzet est international turc à huit reprises (2000–2004) pour aucun but inscrit. Il fait l'Euro 2000, où il ne joue qu'un seul match en tant que titulaire contre la Suède. La Turquie est éliminée en quarts-de-finale. Il participe aussi à la Coupe du monde de football de 2002, où il ne joue que la demi-finale contre le Brésil, en tant que remplaçant à la 74e minute à la place de Ümit Davala. La Turquie termine troisième du tournoi.
Né à Londres, Muzzy İzzet est formé à Chelsea FC mais il ne joue aucun match puis il est prêté en 1996 à Leicester City. Il reste définitivement dans ce club de 1996 à 2004, remportant deux coupes de la ligue anglaise en 1997 et en 2000, est meilleur buteur du club en 2001 avec onze buts. Il finit sa carrière à Birmingham City, pendant deux saisons, mais il ne remporte rien.
Il a un frère, Kemal İzzet, qui  a joué à Colchester United.

## Palmarès
- Coupe de la ligue anglaise
  - Vainqueur en 1997 et en 2000
  - Finaliste en 1999

- Championnat d'Angleterre D2
  - Vice-champion en 2003
- Coupe du monde
  - Troisième en 2002

## Distinction personnelle
- Meilleur passeur du championnat d'Angleterre en 2003-2004